# Borki Prusinowskie
Borki Prusinowskie [pronunciación en polaco: /ˈbɔrkʲi pruɕiˈnɔfskʲɛ/] es un pueblo ubicado en el distrito administrativo de Gmina Szadek, dentro del condado de Zduńska Wola, Voivodato de Łódź, en el centro de Polonia. Se encuentra a unos 8 kilómetros al noroeste de Szadek, a 18 kilómetros al norte de Zduńska Wola, y a 40 kilómetros al oeste de la capital regional Łódź.